# Giulio Rosso
(Giò Ponti, Domus, 1928)
Giulio Rosso (Firenze, 5 settembre 1897 – Guarujà, SP, Brasile, 6 maggio 1976) è stato un pittore, decoratore e illustratore italiano.

## Biografia e opere
Nei primi anni Venti del Novecento, Giulio Rosso si trasferisce da Firenze a Roma e inizia la sua carriera artistica. Nel 1922 riceve da Marcello Piacentini l'incarico di decorare la stazione della ferrovia Roma-Ostia, che collega la città al mare. La stazione viene inaugurata il 10 agosto 1924; Rosso ricopre la biglietteria della stazione con scene marittime realizzate con la tecnica dello sgraffito, ovvero con incisioni nello stucco.

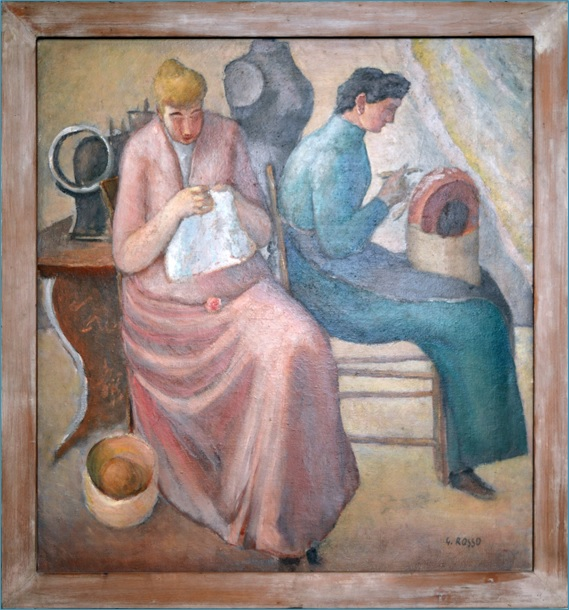
Gilulio Rosso, Ricamatrici, olio 90x100 (collezione privata)

Negli stessi anni decora il tabarin del Teatro Savoia a Firenze e la Villa Piacentini a Genzano. Cresce la sua notorietà e le sue opere decorative iniziano ad essere presenti in edifici pubblici e privati di diverse città italiane (Bologna, Roma, Varese, Monza). Tra queste, nel 1927, realizza per il Teatro Quirinetta a Roma, progettato da Piacentini e completato tra il 1923 e il 1926, decorazioni pittoriche in diverse sale.
Sempre nel 1927 ottiene un importante riconoscimento con la vittoria del Pensionato artistico nazionale di decorazione e partecipa dal 1927 al 1933 alla III Biennale delle Arti Decorative a Monza (1927) e a diverse mostre tra cui “Novecento” a Nizza (1928), “Arti decorative” ad Amsterdam (1931) e all'Internazionale di Arte Sacra a Padova (1931). Continua ad esporre alla V Triennale del 1933 a Milano e alle prime quattro Quadriennali romane (1931, 1935, 1939, 1943).
In questi anni Giulio Rosso è presente in numerose riviste di arte e architettura: “Domus” (che pubblica nel 1928, anno della sua fondazione per iniziativa di Giò Ponti, numerose sue opere di decorazione in quasi tutti i numeri), ”Almanacco degli Artisti”, “Emporium”, “La Casa Bella”.
A partire dagli anni '30, diventa maggiore l'impegno di Rosso nelle opere pubbliche, a cominciare dal grande dipinto su pergamena (1932) per il Ministero delle Corporazioni a Via Veneto a Roma, oggi sede del Ministero per lo Sviluppo Economico. Nel 1934-38 lavora ai bozzetti per mosaici pavimentali in bianco e nero del Foro Mussolini (poi Foro Italico) a Roma: sono suoi i disegni per i mosaici, realizzati dalla Scuola dei Mosaicisti del Friuli, che contornano la piscina coperta e la piscina “pensile” del Palazzo delle Terme, quelli che formano l'anello intorno alla fontana della Sfera e parte di quelli che corrono lungo il viale del Foro Italico (realizzati anche da Gino Severini, Angelo Canevari e Achille Capizzano).
Nel 1937-39 affresca una sala del Palazzo di Giustizia di Milano, progettato da Piacentini, con un tema evangelico: la parabola dei talenti.

Nel 1938-41 riceve diversi incarichi per l'E42, l'Esposizione Universale di Roma del 1942, che non si tenne a causa dello scoppio della seconda guerra mondiale. Sono suoi i primi due riquadri musivi che contornano la fontana luminosa davanti al Palazzo degli Uffici in via Ciro il Grande (oggi purtroppo resi quasi illeggibili dal tempo e dal degrado); gli altri quattro riquadri sono di Gino Severini e di Giovanni Guerrini. Sempre per l'E42 realizza la grande vetrata policroma che sovrasta lo scalone monumentale d'ingresso del Palazzo delle Scienze, oggi sede del Museo Pigorini. L'opera, composta da 54 pannelli rettangolari raffiguranti una complessa cosmogonia illustrata da pianeti, segni zodiacali, strumenti astronomici e schemi delle concezioni tolemaica e copernicana dell'universo, a causa della guerra non fu mai installata. Solo nel 1986, dopo il ritrovamento dei pannelli nei magazzini del Museo, l'opera fu finalmente montata nel luogo dove era stata originariamente progettata la sua sistemazione.

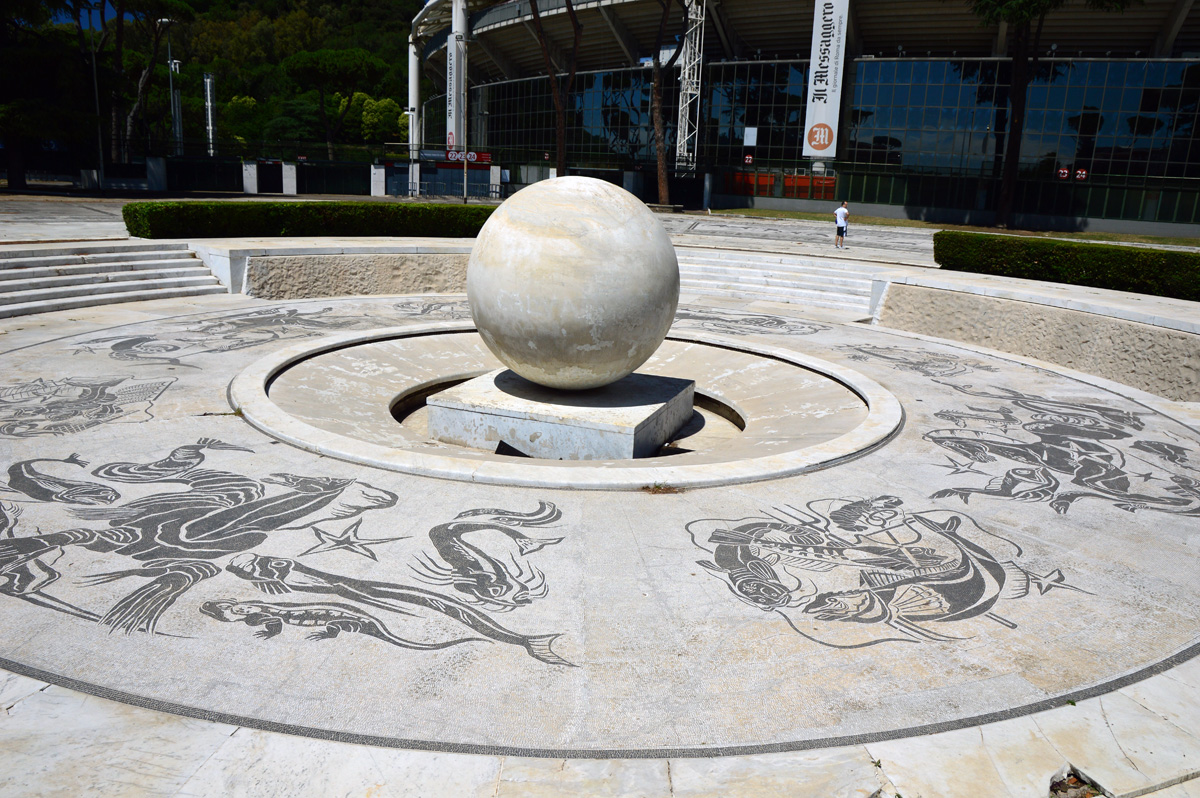
Roma, Foro italico - fontana della sfera (cartoni del mosaico di Giulio Rosso, realizzati dalla Scuola Mosaicisti del Friuli)

La Stazione di Roma Ostiense, progettata dall'architetto Roberto Narducci in vista dell'E42 fu inaugurata nel 1940. Il porticato d'ingresso, con enormi pilastri in travertino, è impreziosito da un pavimento a mosaico progettato da Giulio Rosso e da Maria Zaffuto e realizzato con tessere di ceramica bianca e nera a pezzatura irregolare. Le decorazioni riprendono temi storici e mitologici, dalla fondazione della città di Roma, all'esaltazione del Genio Italico e dell'Impero, fino alla Roma dei Papi.
Sempre nel 1940, Giulio Rosso realizza per il Palazzo dell'Inps a Roma, tra via di Ripetta e piazza Augusto Imperatore, grandi affreschi che descrivono scene animate di vita popolare, cui fanno da cornice le principali piazze della città. Gli affreschi, che decorano l'entrata al civico 73 di via Ripetta, sono stati recentemente oggetto di un valido restauro, inserito all'interno di importanti lavori di ristrutturazione del palazzo, che presto diventerà un lussuoso hotel.
È del 1941 un'altra grande pittura muraria, sul tema del lavoro, realizzata per la sede di via del Corso a Roma della Banca Nazionale del Lavoro e oggi curiosamente finita all'interno di un esercizio commerciale, dove è parzialmente visibile, dietro a manichini e scaffali con jeans e magliette.
Opere di Giulio Rosso si trovano anche a Tripoli. Egli infatti rispose all'appello del Regime ad architetti e artisti per sostenere il piano di interventi urbanistici attuato a Tripoli.
Oltre agli incarichi pubblici, molti sono i lavori di Giulio Rosso in case e luoghi privati: quadri, ma soprattutto decorazioni pittoriche, vetrate, merletti, arredi. Perché Giulio Rosso si dichiarava “un pittore che odia i quadri”, sentendosi essenzialmente un decoratore, che considerava la pittura “viva aderenza all'architettura”. Fra le poche tracce di Rosso pittore, ci sono i quadri esposti alla mostra del primo biennio del Pensionato Artistico (dicembre 1929) e la presenza nelle Quadriennali di Roma.
Giulio Rosso muore in Brasile nel 1976, dove si era trasferito nel 1946, continuando la sua attività artistica, sempre divisa tra decorazione, illustrazione e pittura.